# Iglesia Reformada Evangélica Presbiteriana de Colombia
La Iglesia Reformada Evangélica Presbiteriana de Colombia (IREP), también conocida como Iglesia Reformada de América Latina, es una denominación cristiana protestante de orientación reformada y estructura de gobierno presbiteriana. Fue fundada en 1992 en Colombia por misioneros de la Mission to the World de la Presbyterian Church in America (PCA), con el propósito de establecer una iglesia reformada confesional en el país.

## Historia

#### Antecedentes del protestantismo en Colombia
Tras la independencia de la corona española, el territorio que hoy constituye la República de Colombia —antiguamente parte del Virreinato de la Nueva Granada, junto con Venezuela, Ecuador, Panamá y otras regiones— experimentó un vacío institucional en la relación entre la Iglesia católica y el nuevo Estado. Con el tiempo, estas relaciones se restablecieron progresivamente, y en 1835 se reconoció oficialmente la nación. Posteriormente, la Constitución de 1886 declaró a Colombia como un país confesionalmente católico, lo cual se formalizó con la firma del concordato con el Vaticano en 1887. Este acuerdo otorgó a la Iglesia católica un papel central en la educación nacional, situación que fue posteriormente cuestionada durante la guerra de los Mil Días (1899–1902), especialmente por sectores liberales que promovían una educación más laica, influida por corrientes ilustradas y modelos protestantes, particularmente británicos.

#### Primeros esfuerzos misioneros presbiterianos
La primera presencia protestante registrada en el país data de 1855, con la llegada de Ramón Montsalvatge, un misionero presbiteriano reformado proveniente de Cataluña, España. Montsalvatge llevó a cabo labores evangelísticas en la ciudad de Cartagena de Indias, enfrentando oposición por parte de una sociedad mayoritariamente católica. A pesar de ello, logró establecer congregaciones en ciudades como Barranquilla y publicó varios sermones. A solicitud del coronel escocés James Fraser, quien había participado en las campañas de independencia junto a Simón Bolívar, se envió una petición de apoyo a la Iglesia Presbiteriana de Escocia. Al no recibir respuesta, la solicitud fue reenviada a la Iglesia Presbiteriana de los Estados Unidos.
Como resultado, en 1856 fue enviado el misionero Henry Barrington Pratt, quien inicialmente se estableció en Santa Marta y Cartagena, donde conoció a Montsalvatge. Posteriormente se trasladó a Bogotá, aprovechando la promulgación de una ley que garantizaba la libertad de cultos. En la capital, se celebró por primera vez la Santa Cena el 25 de noviembre de 1861 y se recibieron los primeros miembros no británicos en enero de 1865. Pratt también desarrolló actividades en Bucaramanga, especialmente en la impresión y difusión de literatura protestante. Su salida del país, motivada por problemas de salud de su esposa e hija, debilitó temporalmente la presencia protestante en la región, agravada por la inestabilidad política y los efectos de la guerra de los Mil Días, particularmente en el departamento de Santander.

#### Consolidación presbiteriana en elsigloXX
Durante el siglo XX, continuó la presencia del protestantismo reformado en Colombia, notablemente mediante la labor del Colegio Americano, fundado en 1912 para ofrecer educación a estudiantes excluidos de instituciones católicas. Este colegio operó bajo la influencia de la Iglesia Presbiteriana de Colombia, en comunión con la Presbyterian Church (USA), una denominación que posteriormente atravesaría divisiones internas debido a diferencias doctrinales y éticas, lo que dio lugar a la formación de nuevas iglesias, como la Orthodox Presbyterian Church (1936) y la Presbyterian Church in America (1973).

#### Fundación de la IREP
A partir de la década de 1990, la Presbyterian Church in America comenzó un trabajo misionero en Colombia orientado al establecimiento de una iglesia reformada confesional. Fruto de ese esfuerzo fue la fundación de la Iglesia Reformada Cristo Rey, en el norte de Bogotá. A través de labores de evangelización, educación teológica y organización eclesiástica, se conformó la Iglesia Reformada Evangélica Presbiteriana de Colombia (IREP). Desde el año 2000, la IREP celebra una asamblea nacional anual y está organizada en dos presbiterios: el Presbiterio Andino y el Presbiterio Caribe. A lo largo de su desarrollo, ha sido una de las principales fuentes de formación ministerial en el contexto reformado colombiano y, hasta la fecha, es considerada la denominación reformada con mayor número de ministros ordenados, iglesias locales y estructuras presbiterianas en el país.

## Doctrina
La Iglesia Reformada Evangélica Presbiteriana de Colombia adopta como sus estándares doctrinales históricos la Confesión de Fe de Westminster, junto con el Catecismo Mayor y el Catecismo Menor de Westminster. Estos documentos reflejan su identidad como una iglesia reformada y presbiteriana de tradición confesional. Además, la iglesia se rige por un Libro de Orden, el cual establece su estructura de gobierno eclesiástico, disciplina, adoración y procedimientos administrativos, conforme a lo adoptado oficialmente por la denominación. 

## Iglesias
Iglesias que forman parte de la denominación:
- IREP Misión Aguachica (Aguachica)
- IREP La Roca (Barranquilla)
- Misión Reformada Latinoamericana Huerto de los Olivos (Barranquilla)
- Iglesia Reformada Cristo Fuente de Gracia (Bogotá)
- Iglesia Reformada Evangélica Presbiteriana Cristo Rey (Bogotá)
- Iglesia Cristiana Reformada de Bucaramanga (Bucaramanga)
- Iglesia Evangélica Príncipe de Paz (Cicuco, Bolívar) 
- IREP Monte de Sion (Cúcuta) 
- IREP El Sembrador (Cúcuta) 
- Iglesia Cristiana Reformada de Floridablanca (Floridablanca) 
- IREP Faro de Gracia (Maicao, La Guajira) 
- Iglesia Presbiteriana Gracia y Verdad (Medellín) 
- Iglesia Presbiteriana Reformada El Redentor (Medellín) 
- Iglesia Reformada de Piedecuesta (Piedecuesta) 
- Iglesia Príncipe de Paz Santa Ana (Santa Ana, Magdalena) 
- Iglesia Reformada Calvary (Santa Marta) 
- IREP La Puerta (Santa Marta)

## Relaciones Intereclesiales
La Iglesia Reformada Evangélica Presbiteriana de Colombia fue anteriormente miembro de la Fraternidad Reformada Mundial. En el año 2010, la denominación participó enviando un delegado al Consejo Supremo de la Iglesia Presbiteriana de Brasil, como parte de sus vínculos fraternos con otras iglesias reformadas en América Latina